# Mitridates al VI-lea

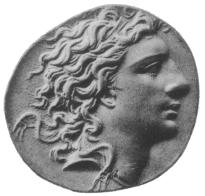
O monedă de argint cu chipul lui Mitridates Eupator

Mitridates al VI-lea (în greacă Μιθριδάτης; n. 134 î.Hr., Sinop, Imperiul Roman – d. 63 î.Hr., Regatul Bosforului, Rusia), supranumit și Mitridates cel Mare sau Eupator, a fost unul din cei mai importanți conducători ai regatului Pontus. A condus regatul în perioada anilor 119 – 63 î.Hr.. A fost un adversar de temut al romanilor, reușind să facă față acestora o lungă perioadă de timp. A avut confruntări cu generalii romani Sulla, Lucullus și Pompei. Un prim război a avut loc în perioada 88-84 î.Hr., adversar fiind Lucius Cornelius Sulla. Mitridates a fost învins, dar nu în mod decisiv. Cu toate acestea, s-a încheiat o pace.
Un al doilea război a avut loc între 83–81 î.Hr., adversar fiind Murena. Războiul s-a încheiat cu înfrângerea lui Murena și o nouă pace. Al treilea război și ultimul a avut loc în perioda 73–63 î.Hr. În acest război Eupator i-a înfruntat pe rând pe Lucullus, iar apoi pe Pompei. Cu toate acestea, Pompei a fost și cel care ulterior l-a învins decisiv pe Mitridates în bătălia de la Lycus și a cucerit regatul Pontului.